# Метод Виккерса

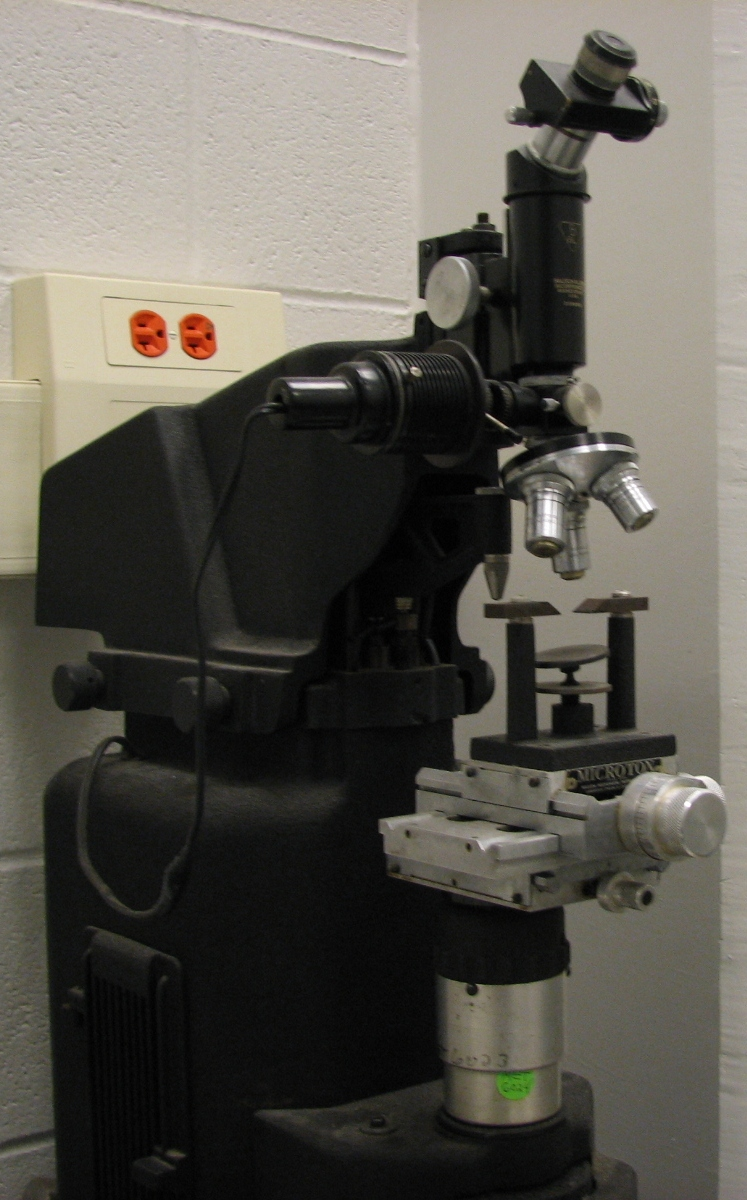
Установка для измерения твёрдости

Метод Виккерса — (является статичным) метод измерения твёрдости металлов и сплавов по Виккерсу. Регламентируется ГОСТ 2999-75 и ISO 6507.
Сущность метода заключается во вдавливании в испытуемый материал правильной четырёхгранной алмазной пирамиды с углом 136° между противоположными гранями.
Величина твёрдости по Виккерсу — отношение нагрузки Р к площади поверхности полученного пирамидального отпечатка. Метод Виккерса позволяет определять твёрдость азотированных и цементированных поверхностей, а также тонких листовых материалов.
Наблюдается хорошее совпадение значений твёрдости по Виккерсу и Бринеллю в пределах от 100 до 450 НV. 
Основными параметрами при измерении твёрдости по Виккерсу являются нагрузка Р до 980,7 Н (100 кгс) и время выдержки 10—15 с.
Также метод вдавливания пирамиды Виккерса применяется с малыми нагрузками, до 4,905 Н (по ГОСТ 9450-76), в этом случае речь идёт о микротвердости.

## Обозначение твёрдости
В соответствии с ГОСТ 2999-75, твëрдость по Виккерсу при условиях испытания F=294,2 Н (30 кгс) и времени выдержки под нагрузкой 10-15 с - обозначается цифрами, характеризующими величину твëрдости, и буквами HV. При других условиях испытания после букв HV указывается нагрузка и время выдержки.
Примеры обозначения:
- 500 HV - твëрдость по Виккерсу, полученная при нагрузке F=30 кгс и времени выдержки 10-15 с;
- 220 HV 10/40 - твëрдость по Виккерсу, полученная при нагрузке 98,07 (10 кгс) и времени выдержки 40 с.